# Eindhoven Kemphanen
Eindhoven Kemphanen ist ein niederländischer Eishockeyclub aus Eindhoven, der 1981 gegründet wurde und in der Eerste divisie spielt. Seine Heimspiele trägt der Verein im IJssportcentrum Eindhoven aus, das 1800 Zuschauer fasst.

## Geschichte
Die Eindhoven Kemphanen wurden 1981 gegründet und spielten ab ihrer ersten Spielzeit in der Eredivisie, in der sie den Großteil der 1980er und 1990er Jahre verbrachten. Größter Erfolg in diesem Zeitraum war der Gewinn des nationalen Pokalwettbewerbs in der Saison 1985/86. Nach mehreren Jahren im unterklassigen Eishockey nimmt Eindhoven seit der Saison 2008/09 wieder am Spielbetrieb der Eredivisie teil. Der Verein spielte von der Gründung 2015 bis zur Saison 2017/18 in der BeNe League.

## Erfolge
- Niederländischer Pokal: 1985/86

## Bekannte Spieler
- Bob Teunissen
- Kamil Ťoupal